# Peruviaanse algemene verkiezingen 1950
De Peruviaanse algemene verkiezingen in 1950 vonden plaats op 2 juli.
Manuel Odría Amoretti van de Restauratiepartij was de enige kandidaat, nadat Ernesto Montage van de Democratische Liga zich had terugtrokken. Hij behaalde daarom met 550.779 uitgebrachte stemmen een overwinning van 100%. Hij werd hij president van Peru en Héctor Boza Aizcorbe werd de vicepresident van het land.